# Pałac w Iwinach
Pałac w Iwinach – pałac z  XVIII w. we wsi Iwiny (powiat bolesławiecki), wpisany do rejestru zabytków nieruchomych województwa dolnośląskiego.
Obiekt wybudowany na miejscu starszego dworu. W drugiej połowie XIX w. rozbudowano go dla rodziny Försterów. Jest on częścią zespołu pałacowego, w skład którego wchodzi jeszcze park.

## Opis
Dwukondygnacyjny pałac, późnobarokowy. zbudowany na planie prostokąta, dostawiona do niego jest trzykondygnacyjna dobudówka. Elewacja główna od strony północno-wschodniej, ozdobiona pilastrami w wielkim porządku. Ma centralnie umieszczony portal zwieńczony łukiem koszowym z wolutowym kluczem. Budynek trzytraktowy z sienią nakrytą sklepieniem kolebkowym z lunetami. Dach pałacu masardowy.